# オトク (モンゴル)
オトク(モンゴル語: Otoγ)とは、主にモンゴルの北元時代に用いられた社会集団の名称。
オトクの前身はチンギス・カンの制定した千人隊制度であるが、北元時代のオトクは「千人隊(ミンガン)」の血縁的紐帯が解消され、地縁的集団として構成された点に特徴があった。オトクは北元時代の基本的な社会的経済的単位であり、北元時代の遊牧部族＝「トゥメン(万人隊)」は複数のオトクによって構成されていた。

## 概要
「オトク(Otoγ)」は「国土、地域」を意味するソグド語「オーターク(ōtāk)」に由来する単語である。また、明朝では「8オトク・チャハル(Naiman Otoγ Čaqar)」を「察罕児八大営」と訳していたように、「オトク」の事を「営」と呼称していた。
1206年、モンゴル帝国を建国したチンギス・カンは配下の遊牧民を全て十進法に基づいて十人隊(アルバン)・百人隊(ジャウン)・千人隊(ミンガン)・万人隊(トゥメン)の軍勢に再編成し、これがモンゴル帝国時代における遊牧集団の基礎単位となった(千人隊制度)。千人隊制度はモンゴル遊牧社会の基盤として長く残存したが、北元時代の度重なる社会混乱の影響によって次第に変容し、トゥメン(万人隊)が肥大化して独立した遊牧部族となり、その下部組織たるミンガン(千人隊)は社会集団としての「オトク」となった。
「オトク」という概念がいつ頃から表れたかは諸説あるが、16世紀以後のことと考えられている。エセン・ハーンの頃までは元朝時代の社会制度がいくらか残存していたが、エセン・ハーン没後の混乱の中で元朝由来の社会制度の大部分は崩壊してしまった。ダヤン・ハーンの登場以後、知院、平章といった元朝由来の称号は史料上に登場しなくなり、この頃大きな社会体制の変化があったものと見られる。
ダヤン・ハーンはそれまで分裂していたモンゴルの諸部族を再統一し、これを年代記は「ダヤン・ハーンの6トゥメン(万人隊)」と呼称する。しかしこの「6トゥメン」の内、ダヤン・ハーンの死後に解体されてしまったウリヤンハン・ヨンシエブのオトクについて記録が残されていないことから、「オトク」という概念が形成されたのはダヤン・ハーンの死以後のことと推測されている。
「オトク」という概念が発展していったのは、ダヤン・ハーンの孫の世代に各トゥメンが独立化していったことと関連があると考えられている。ダヤン・ハーンの息子バルス・ボラトの諸子(メルゲン・ジノン、アルタン・ハーン、クンドゥレン・ハーン)はオルドス、トゥメト、ハラチンといったトゥメンをそれぞれ支配し、名目上の大ハーンたるチャハルのハーンを上回る勢力を有するようになった。中央の大ハーンの統制を離れる中で地縁集団としての「オトク」という概念が発展し、モンゴル社会に広く浸透したものと見られる。
17世紀、ダイチン・グルン(清朝)が成立してモンゴルの大部分を支配下に置くと、「オトク」は「ホショー(旗)」に取って代わられていった。これ以後社会集団としての「オトク」という概念は使われなくなったが、現在でもオルドス市オトク旗・オトク前旗などに名称を残している。

## 北元時代の「オトク」
北元時代の有力部族は大きくわけて6つあり、モンゴル年代記はこれを「ダヤン・ハーンの6トゥメン(万人隊)」と呼称する。この「6トゥメン」は「8オトク・チャハル」、「12オトク・オルドス」といったように「数+オトク」を附して呼ばれることが多かった。いくつかのモンゴル年代記ではこのトゥメンに属する「オトク」について解説している。ただし、この数は作為的なものが多く、例えば7オトク・ハルハ(外ハルハ)には7オトク以上のオトクが所属していた。

### 8オトク・チャハル
清朝に降る以前、チャハルは8つの遊牧集団より成り立っていたことが知られており、これをモンゴル年代記は「8オトク・チャハル(Naiman Otoγ Čaqar)」、漢文史料は「察罕児八大営」と称している。

#### 山陽の左翼4オトク
- ケシクテン(克失旦／Kesigten)…ダヤン・ハーンの五男オチル・ボラトの家系が統治し、清代にはジョーオダ盟ヘシグテン旗とされた。
- アオハンとナイマン(Auqan・Naiman)…ボディ・アラク・ハーンの甥アイダビシュ・タイジの家系が統治し、清代にはジョーオダ盟アオハン旗・ナイマン旗とされた。
- アラグチュト(Alaγčud)…ボディ・アラク・ハーンの甥ボイマ・タイジの家系が統治したが、清代には解体された。
- タタル(Caγan Tatar)…ダヤン・ハーンの九男ウバサンジャの家系が統治したが、清代には解体された。

※タタルを外し、アオハンとナイマンを独立した部族として数える学説もある。

#### 山陰の右翼4オトク
- ウジュムチン(烏珠穆沁／Üǰümüčin)…ボディ・アラク・ハーンの三男オンゴン・ドゥラル・ノヤンの家系が統治し、清代にはシリンゴル盟ウジュムチン左・右旗とされた。
- ホーチト(浩斉特／Qaγučd)…ダヤン・ハーンの五男オチル・ボラトの家系が統治し、清代にはシリンゴル盟ホーチト左・右旗とされた。
- スニト(蘇尼特／Sönid)…ダライスン・コデン・ハーンの二男ジョント・ドゥラガル・ノヤンの家系が統治し、清代にはシリンゴル盟スニト左・右旗とされた。
- ウルウト(Urud)…ダヤン・ハーンの十男ゲレ・ボラトの家系が統治したが、清代には解体された。
- ケムジュート(Kemǰigüd)…ダライスン・コデン・ハーンの三男バガ・ダルハン・ノヤンの家系が統治したが、清代には解体された。

※ウルウトとケムジュートどちらを入れるかは学説によって異なる。

### 12オトク・ハルハ
ハルハは早い段階から東西に分裂しており、左翼の5オトク・ハルハが「内ハルハ」、右翼の7オトク・ハルハが「外ハルハ」として知られるようになった。

#### 右翼(外ハルハ)
- ジャライル(J̌alayir)
- ウネゲト(Üneged)
- ベスト(Besüd)
- エルジギン(Elǰigen)
- キレグート(Kiregüd/Kerüd)
- ゴールラス(Γoorlus)
- フルフ・キュリエ(Quruqu küriye)
- チュググル(Čügügür)
- フフジット(Kökeǰid)
- カタギン(Qatagin)
- タングート(Tangγud)
- サルタウル(Sartaγul)
- ウリヤンハン(Uriyangqan)

#### 左翼(内ハルハ)
- ジャルート(J̌arud)
- バアリン(Barin)
- バヤウト(Bayaud)
- コンギラト(Qonggirad)
- オジェート(Öǰiyed)

### ウリヤンハン
早い段階で解体されてしまったウリヤンハンのオトクについて、基本的にモンゴル年代記に記載はない。ただ、タイスン・ハーンを殺害した「ウリヤンハンのツェブダン」の配下には「アラグチュト(Alaγčud)」という集団がおり、これがウリヤンハンに属するオトクの1つと見られる。

### 12オトク・オルドス
16世紀末頃に編纂されたチャガン・テウケでは、オルドスは「十二オトク」より成り立っていたことが記されているが、「十二オトク」を具体的に記した史書は存在しない。しかし、現在では様々なモンゴル語史料の相互比較によって以下のような構成であったと推測されている。

#### 右翼
- ケグートとシバグチン(Kegüd／Sibaγučin)
- ウラトとタングート(Urad／Tangγud)
- ダラトとハンリン(Dalad／Qanglin)
- メルキトとバハナス(Merkid／Baqanas)
- ベスートとウグシン(Besüd／Ügüsin)
- バタギンとハリグチン(Batagin／Qaliγučin)

#### 左翼
- ハウチン(Qaučin(Qaγučin))
- ケリイェス(Keriyes(Kirgis))
- チャハト(Čaqad)
- ミンガン(Mingγad(Mingγan))
- ホニチン(Qoničin)
- フヤグチン(Quyaγučin(Qoyar Küriyen))

この他にもチンギス・ハーン廟を管理する「四ホリヤ(Dörben qoriya)」、元々はヨンシエブのイブラヒム・タイシの配下にあったと見られる「四オトク・ウイグルチン(Dörben otoγ Uyiγurčin)」・「三オトク・アマハイ(γurban otoγ Amaqai)」といった集団が所属していた。
清朝の支配下に入った後は当初は6旗、後に1旗増やされて7旗(Doloγan qosiγu)に再編成された。

### 12オトク・トゥメト
- 7トゥメト（doluγud tümed、土悶）
- ウイグルジン（uyiγurǰin、畏吾児）
- ウーシン（üγüsin、兀甚）
- バヤウト（bayaγud、叭要）
- ウルウト（uruγud、兀魯）
- コンギラト（qonggirad、甕吉剌）

### 大ヨンシエブ
早い段階でダヤン・ハーンによって分割されたヨンシエブのオトクについて、モンゴル年代記に記載はない。しかし、明朝で編纂された『九辺考』には「ヨンシエブには営が十あった」と記されており、この「営」こそがヨンシエブ’のオトクであったと見られる。
- アスト（Asud、阿速）…カフカース地方のオセット人を祖とする集団
- ハラチン（Qaračin、哈剌嗔）…キプチャク草原のキプチャク人を祖とする集団
- シルスド(Sirsud、舎郎奴[7]）…『アルタン・トプチ (ロブサンダンジン)』はアスト、ハラチン、シルスドの3部を「ホーチン・ハラチン(旧ハラチン)」と呼称する
- ブリヤート（Buriyad、孛来）…「ヨンシエブのブリヤートのジルグガタイ・メルゲン」がウルス・ボラトをジノンに推戴することを申し出たことが記録されている
- タンラカル（Tanglakhar、当剌罕児）…「タンラカルのテムル・ハダク」とその妻サイハイがエキノコックスに感染したバト・モンケを保護し癒やしたことが記録されている
- シバグチン（Shibaghučin、失保嗔）…モンゴル語で「鷹匠」を意味し、元朝時代の「昔宝赤」官に由来する
- バルグ（Barghu、叭児廒）…本来はバイカル湖湖畔に居住するバルグト族の一派
- コンゴタン（Qongγotan、荒花且）…オロナウル部に属するコンゴタン族と関連があると見られる
- ヌムチン（Nümüčin、奴母嗔）…モンゴル語で「弓手」「弓匠」を意味する
- タブン・アイマグ（Tabun Aimaγ、塔不乃麻）…元朝時代の「五投下」との関連性が指摘されている